# Asien-Meisterschaften im Bahnradsport

Logo der ACC

Die Asien-Meisterschaften im Bahnradsport werden vom Asiatischen Radsportverband ACC an jährlich wechselnden Orten veranstaltet. Sie dienen der Ermittlung der kontinentalen Meister im Bahnradsport.

## Geschichte
Die ersten Meisterschaften fanden 1963 statt und beinhalteten, wie zu jener Zeit auch die UCI-Weltmeisterschaften, Wettbewerbe im Bahn- und Straßenradsport, die gleichzeitig oder in enger Verbindung zueinander stattfanden, also im selben Land und kurz nacheinander. Bis 1999 fanden sie alle zwei Jahre statt, danach jährlich. 1997 richtete der Iran nur die Wettkämpfe der Männer aus, die der Frauen fanden in Seoul statt. Seit 2017 werden die Bahn- und Straßen-Wettbewerbe getrennt voneinander ausgetragen.
Bei den Bahn-Wettkämpfen kamen im Laufe der Zeit auch solche für die Kategorie der Junioren sowie im Paracycling hinzu. So wurde die Veranstaltung 2024 in Neu-Delhi offiziell als 43. Senioren-Meisterschaft, 30. Junioren-Meisterschaft und 12. Paracycling-Meisterschaft bezeichnet.

## Austragungsorte
- 1963:  Kuala Lumpur
- 1965:  Manila
- 1967:  Bangkok
- 1969:  Seoul
- 1971:  Singapur
- 1973:  Izu
- 1975:  Jakarta (abgesagt)
- 1977:  Manila
- 1979:  Kuala Lumpur
- 1981:  Bangkok
- 1983:  Manila
- 1985:  Incheon
- 1987:  Jakarta
- 1989:  Neu-Delhi
- 1991:  Peking
- 1993:  Ipoh
- 1995:  Quezon City
- 1997:  Teheran /  Seoul
- 1999:  Maebashi
- 2000:  Shanghai
- 2001:  Kaohsiung
- 2002:  Bangkok
- 2003:  Changwon
- 2004:  Yokkaichi
- 2005:  Ludhiana
- 2006:  Kuala Lumpur
- 2007:  Bangkok
- 2008:  Nara
- 2009:  Tenggarong
- 2010:  Schardscha
- 2011:  Nakhon Ratchasima
- 2012:  Kuala Lumpur
- 2013:  Neu-Delhi
- 2014:  Astana
- 2015:  Nakhon Ratchasima
- 2016:  Izu
- 2017:  Neu-Delhi
- 2018:  Nilai
- 2019:  Jakarta
- 2020:  Jincheon
- 2021: ausgefallen
- 2022:  Neu-Delhi
- 2023:  Nilai
- 2024:  Neu-Delhi
- 2025:  Nilai
- 2026:  Tagaytay
- 2027:  Nilai